# Cephalozia catenulata

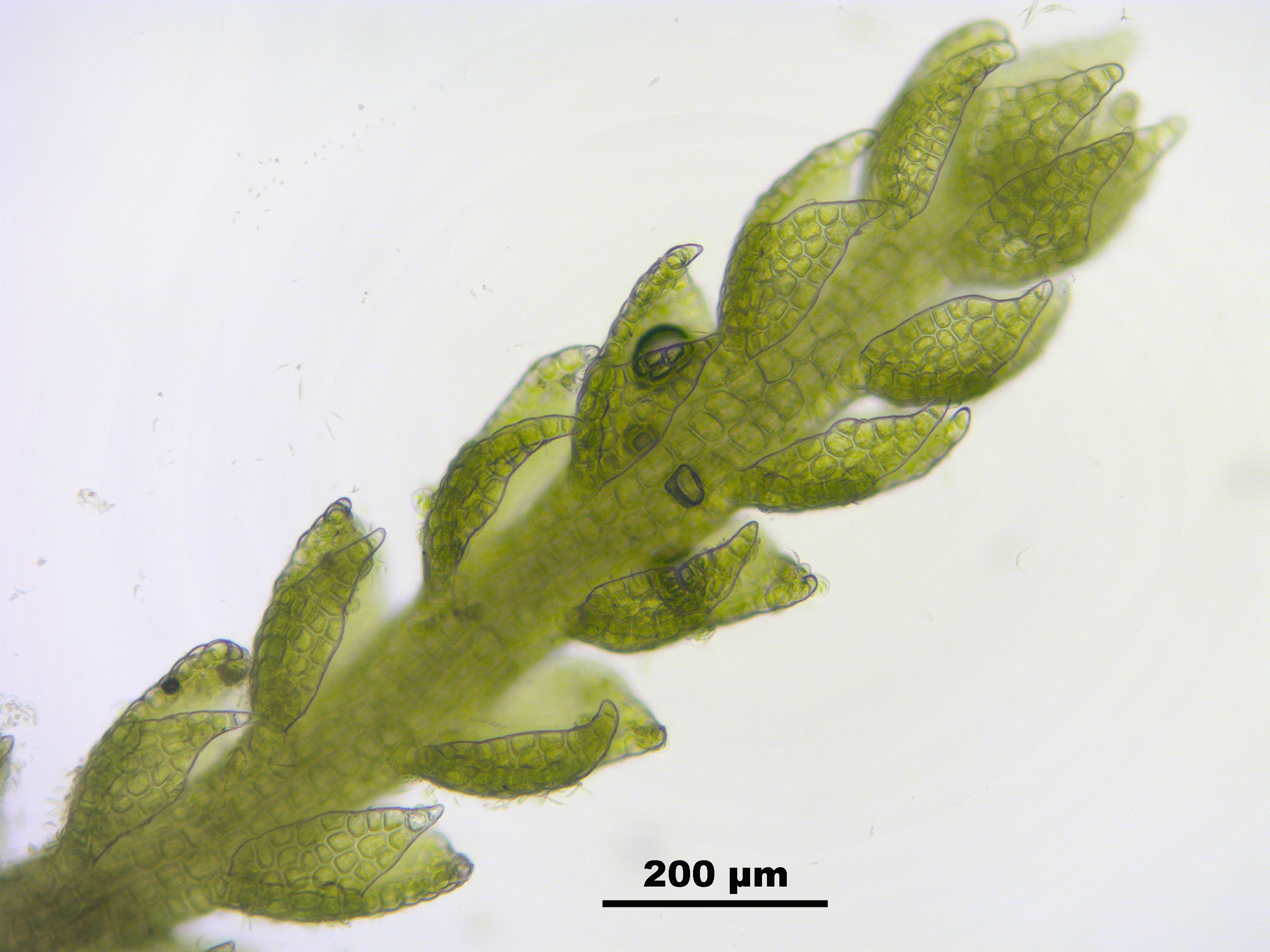
Detailansicht

Cephalozia catenulata ist eine Lebermoos-Art aus der Familie Cephaloziaceae und gehört zur Gruppe der beblätterten Lebermoose. Deutsche Namen sind Kettenförmiges Kopfsprossmoos, Ketten-Kopfsprossmoos oder Ketten-Kopflebermoos.
Nach neueren Veröffentlichungen aus den Jahren 2016 und 2017 heißt die Art nunmehr Fuscocephaloziopsis catenulata (Huebener) Váňa & L. Söderström. Die Gattung Fuscocephaloziopsis Fulford gehört so wie Cephalozia zur Familie Cephaloziaceae.

## Merkmale
Die niederliegenden Pflanzen sind grün bis bräunlich und 0,5 Millimeter breit. Die Zellen der Stämmchenoberseite messen 20 bis 30 mal 25 bis 40 (50) Mikrometer. Die mehr oder weniger entfernt und schräg gestellten Blätter laufen am Stämmchen nicht oder kaum herab, sind oft einseitswendig nach oben gebogen, 0,2 Millimeter und 8 bis 12 Zellen breit. Die obere Blatthälfte ist in zwei zugespitzte, meist gerade abstehende Lappen geteilt. Die Spitze der Blattlappen endet in ein bis zwei einreihigen Zellen. Der Lappenansatz ist 3 bis 5 Zellen breit. Die Zellen der Blattmitte sind etwa 15 bis 30 Mikrometer groß, am Blattgrund auch größer.
Die Geschlechterverteilung ist diözisch. Die oft vorhandenen [Perianth]ien sind lang, oben zusammengezogen, die Mündung lang gewimpert. Die weiblichen Hüllblätter sind zwei- bis dreiteilig und am Rand grob dornig gezähnt. Männliche Gametangienstände sind endständig und ährenförmig, die Hüllblätter ähnlich den Flankenblättern. Brutkörperbildung ist selten.

## Standortansprüche
Die Art beansprucht saures und feuchtes Substrat an meist schattigen Stellen. In den niederschlagsreichen Gebieten der Alpen wächst sie meist auf morschem, stärker zersetztem Totholz, nur selten auf anderen Unterlagen wie Silikatgestein, lehmiger Erde oder Humusdecken. In Nordeuropa und Großbritannien lebt sie auch auf offenen Torfböden.

## Verbreitung
In Österreich reicht der Lebensraum von der collinen bis zur montanen Höhenstufe, bis höchstens 1600 Meter Höhe. In den Nordalpen ist die Art verbreitet, in regenreichen Gebieten auch häufig; in den Zentralalpen kommt sie zerstreut vor, fehlt aber hier in den kontinentalen Teilen. In den Südalpen ist sie zerstreut bis verbreitet. Außerhalb der Alpen ist sie in Österreich sehr selten oder fehlt.
Weltweit gibt es Vorkommen in West-, Zentral- und im südlichen Nordeuropa, im Kaukasus und in der Türkei, in Sibirien, Japan und in Nordamerika.